# Pickett County
Pickett County ist ein County im Bundesstaat Tennessee der Vereinigten Staaten. Das U.S. Census Bureau hat bei der Volkszählung 2020 eine Einwohnerzahl von 5.001 ermittelt. Der Verwaltungssitz (County Seat) ist Byrdstown.

## Geographie
Das County liegt nordöstlich des geographischen Zentrums von Tennessee, grenzt im Norden an Kentucky und hat eine Fläche von 452 Quadratkilometern, wovon 30 Quadratkilometer Wasserfläche sind. Es grenzt im Uhrzeigersinn an folgende Countys: Clinton County (Kentucky), Wayne County (Kentucky), Scott County, Fentress County, Overton County und Clay County.

## Geschichte
Pickett County wurde am 27. Februar 1879 aus Teilen des Fentress County und des Overton County gebildet. Benannt wurde es nach Howell L. Pickett, einem Politiker aus Tennessee, der Abgeordneter in der State Legislature war.

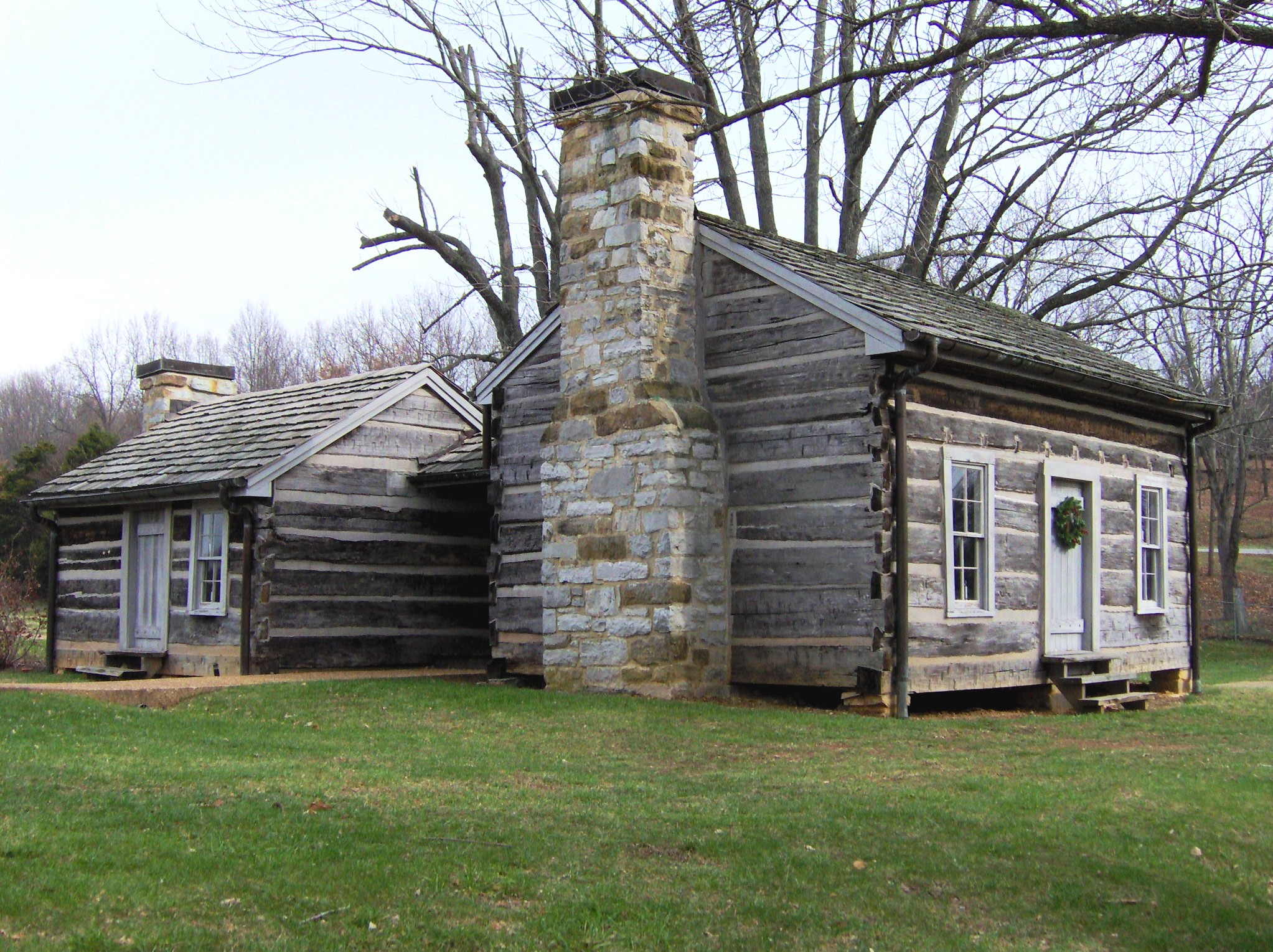
Das Geburtshaus von Cordell Hull im Cordell Hull Birthplace State Park ist einer von drei Einträgen des Countys im NRHP.

Ein Ort im County hat den Status einer National Historic Landmark, das Fort Loudoun. 18 Bauwerke und Stätten des Countys sind im National Register of Historic Places (NRHP) eingetragen (Stand 26. August 2018).

## Demografische Daten

Alterspyramide Pickett County

Nach der Volkszählung im Jahr 2000 lebten im Pickett County 4.945 Menschen in 2.091 Haushalten und 1.461 Familien. Die Bevölkerungsdichte betrug 12 Einwohner pro Quadratkilometer. Ethnisch betrachtet setzte sich die Bevölkerung zusammen aus 99,15 Prozent Weißen, 0,10 Prozent Afroamerikanern, 0,16 Prozent amerikanischen Ureinwohnern, 0,04 Prozent Asiaten und 0,10 Prozent aus anderen ethnischen Gruppen; 0,44 Prozent stammten von zwei oder mehr Ethnien ab. 0,83 Prozent der Bevölkerung waren spanischer oder lateinamerikanischer Abstammung.
Von den 2.091 Haushalten hatten 27,4 Prozent Kinder und Jugendliche unter 18 Jahre, die bei ihnen lebten. 58,3 Prozent waren verheiratete, zusammenlebende Paare, 7,8 Prozent waren allein erziehende Mütter und 30,1 Prozent waren keine Familien. 27,2 Prozent waren Singlehaushalte und in 12,9 Prozent lebten Personen im Alter von 65 Jahren oder darüber. Die Durchschnittshaushaltsgröße betrug 2,33 und die durchschnittliche Haushaltsgröße betrug 2,83 Personen.
21,4 Prozent der Bevölkerung waren unter 18 Jahre alt, 8,6 Prozent zwischen 18 und 24, 24,7 Prozent zwischen 25 und 44, 27,7 Prozent zwischen 45 und 64 und 17,8 Prozent waren älter als 65. Das Durchschnittsalter betrug 42 Jahre. Auf 100 weibliche Personen kamen statistisch 96,8 männliche Personen und auf 100 Frauen im Alter von 18 Jahren und darüber kamen 94,2 Männer.
Das jährliche Durchschnittseinkommen eines Haushalts betrug 24.673 USD, das Durchschnittseinkommen der Familien betrug 31.355 USD. Männer hatten ein Durchschnittseinkommen von 22.367 USD, Frauen 17.173 USD. Das Prokopfeinkommen betrug 14.681 USD. 12,0 Prozent der Familien und 15,6 Prozent der Einwohner lebten unterhalb der Armutsgrenze.